# Púng Bánh
Púng Bánh là một xã thuộc huyện Sốp Cộp, tỉnh Sơn La, Việt Nam.

## Địa lý
Xã Púng Bánh có vị trí địa lý:
- Phía bắc và đông bắc giáp huyện Sông Mã
- Phía tây và tây nam giáp xã Sam Kha và xã Mường Lèo
- Phía nam giáp xã Dồm Cang.

Xã Púng Bánh có diện tích 150,81 km², dân số năm 2019 là 6.839 người, mật độ dân số đạt 45 người/km².

## Hành chính
Xã Púng Bánh được chia thành 16 bản: Huổi Hin, Lầu, Phải, Kéo, Cọ, Liềng, Lùn, Púng, Pánh, Nghịu, Khá, Nà Liền, Phá Thóng, Huổi Cốp, Phiêng Ban, Púng Cưởm.